# Pholidobolus
Pholidobolus — рід ящірок родини гімнофтальмових (Gymnophthalmidae). Представники цього роду мешкають в Панамі, Колумбії, Венесуелі, Еквадорі і Перу.

## Види
Рід Pholidobolus нараховує 17 видів:
- Pholidobolus affinis (Peters, 1863)
- Pholidobolus argosi Amézquita, Mazariegos, Cañaveral, Orejuela, Barragán-Contreras, & Daza, 2023
- Pholidobolus celsiae Amézquita, Mazariegos, Cañaveral, Orejuela, Barragán-Contreras, & Daza, 2023
- Pholidobolus condor Parra, Sales–Nunes, & Torres-Carvajal, 2020
- Pholidobolus dicrus (Uzzell, 1973)
- Pholidobolus dolichoderes Parra, Sales–Nunes, & Torres-Carvajal, 2020
- Pholidobolus fascinatus Parra, Sales–Nunes, & Torres-Carvajal, 2020
- Pholidobolus hillisi Torres-Carvajal, Venegas, Lobos, Mafla-Endara, & Sales-Nunes, 2014
- Pholidobolus macbrydei Montanucci, 1973
- Pholidobolus marianus (Ruthven, 1921)
- Pholidobolus montium (Peters, 1863)
- Pholidobolus odinsae Amézquita, Mazariegos, Cañaveral, Orejuela, Barragán-Contreras, & Daza, 2023
- Pholidobolus paramuno Hurtado-Gómez, Arredondo, Sales-Nunes, & Daza, 2018
- Pholidobolus prefrontalis Montanucci, 1973
- Pholidobolus samek Parra, Sales–Nunes, & Torres-Carvajal, 2020
- Pholidobolus ulisesi Venegas, Echevarría, Lobos, Sales-Nunes, & Torres-Carvajal, 2016
- Pholidobolus vertebralis (O'Shaugnessy, 1879)

## Етимологія
Наукова назва роду Pholidobolus походить від сполучення слів дав.-гр. φολις — рогова луска і βωλος — грудка.